# Pasitea (mitologia)

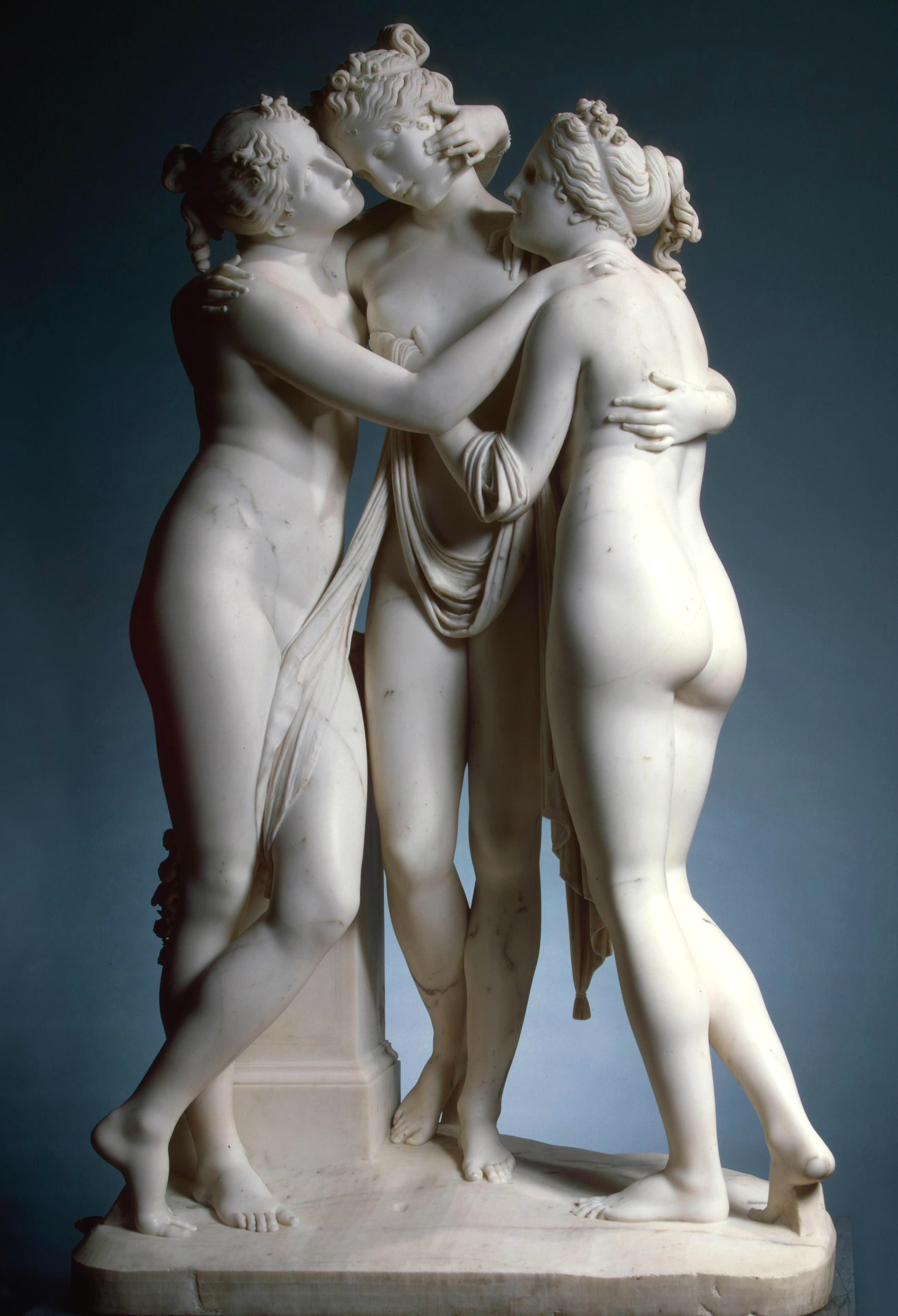
Le tre Grazie di Antonio Canova

Pasitea (in greco antico: Πασιθέα?, Pasithéa, "rilassamento"), nella mitologia greca, è la personificazione del riposo e della meditazione. È talvolta annoverata tra le tre Grazie, nonché sposa di Ipno, il dio del sonno.

## Mitologia
Ha una ascendenza diversa dalle altre Grazie. Non è figlia di Zeus e dell'oceanina Eurinome ed Esiodo non la menziona; ciononostante, fonti tardive la fanno figlia di Afrodite e di Dioniso.
Nel libro 14 dell'Iliade di Omero, Era la promette in matrimonio a Ipno, in cambio di un favore: fare addormentare Zeus, in modo di distrarlo temporaneamente dalle vicende della guerra di Troia. La stessa storia è ripetuta da Pausania e da Quinto Smirneo.